# ییرژی هولیک
ییرژی هولیک (چکی: Jiří Holík؛ زادهٔ ۹ ژوئیهٔ ۱۹۴۴) بازیکن هاکی روی یخ اهل چکسلواکی بود.